# Blackbird (Album)
Blackbird ist das zweite Studioalbum der US-amerikanischen Rockband Alter Bridge.

## Entstehungsgeschichte
Bereits 2006 hatte die Band die Songtexte fertiggestellt und begann kurz darauf mit den Aufnahmen. Jedoch löste man den Vertrag bei Wind-Up Records auf und unterschrieb einen neuen Vertrag bei Universal Republic. Ben Grosse, der das Erstwerk One Day Remains produziert hatte, wurde von Michael Baskette ersetzt, der schon unter anderem Alben für Iggy Pop und Story of the Year produziert hatte. Als Singles wurden Rise Today, Watch Over You und Before Tomorrow Comes ausgekoppelt. Zu allen Singles, mit Ausnahme von Before Tomorrow Comes, gab es Musikvideos. In Großbritannien wurde zusätzlich die Single Ties That Bind ausgekoppelt, für die ebenfalls kein Musikvideo gedreht wurde. Blackbird wurde am 7. Oktober 2007 veröffentlicht und verkaufte sich bis 2008 schätzungsweise 227.000 mal.

## Titelliste
Walmart brachte in den USA zusätzlich eine Special Edition heraus, die eine Bonus-DVD enthielt auf der sich ein Making-of befand.
| #  | Titel                 | Länge | Anmerkung                                        |
| -- | --------------------- | ----- | ------------------------------------------------ |
| 1  | Ties That Bind        | 3:19  | Dritte Single in Großbritannien                  |
| 2  | Come to Life          | 3:51  |                                                  |
| 3  | Brand New Start       | 4:55  |                                                  |
| 4  | Buried Alive          | 4:35  |                                                  |
| 5  | Coming Home           | 4:20  |                                                  |
| 6  | Before Tomorrow Comes | 4:06  | Dritte Single/Vierte Single in Großbritannien    |
| 7  | Rise Today            | 4:21  | Erste Single                                     |
| 8  | Blackbird             | 7:58  | Titeltrack                                       |
| 9  | One by One            | 4:20  |                                                  |
| 10 | Watch Over You        | 4:19  | Zweite Single                                    |
| 11 | Break Me Down         | 3:56  |                                                  |
| 12 | White Knuckles        | 4:24  |                                                  |
| 13 | Wayward One           | 4:47  |                                                  |
| 14 | The Damage Done       | 3:45  | Nur auf Best-Buy-Version                         |
| 15 | New Way to Life       | 5:40  | Nur auf Best-Buy-Version                         |
| 16 | We Don’t Care At All  | 3:42  | Nur in Großbritannien und auf iTunes und Spotify |

## Rezeption
Buffo Schnädelbach von Rock Hard war der Ansicht, dass die lange Pause Blackbird gutgetan hätte und die Band dadurch ihren Stil weiterentwickelt hätte, anstatt das Erfolgsmuster von One Day Remains zu kopieren. Er vergab neun von zehn Punkten. Bastian Voigtländer von metal.de meinte, dass die Songs nicht schlecht und nicht langweilig wären, fand aber dass nach einem starken Beginn eine leichte Ernüchterung kommen würde. Als Anspieltipps nannte er unter anderem Rise Today und Blackbird und vergab sieben von zehn Punkten.

## Kommerzieller Erfolg

### Chartplatzierungen
| ChartsChartplatzierungen       | Höchstplatzierung | Wochen |
| ------------------------------ | ----------------- | ------ |
| Deutschland (GfK)              | 55 (1 Wo.)        | 1      |
| Österreich (Ö3)                | 64 (1 Wo.)        | 1      |
| Schweiz (IFPI)                 | 83 (1 Wo.)        | 1      |
| Vereinigte Staaten (Billboard) | 13 (14 Wo.)       | 14     |
| Vereinigtes Königreich (OCC)   | 37 (2 Wo.)        | 2      |

### Auszeichnungen für Musikverkäufe
| Land/Region                  | Auszeichnungen für Musikverkäufe (Land/Region, Auszeichnung, Verkäufe) | Verkäufe |
| ---------------------------- | ---------------------------------------------------------------------- | -------- |
| Vereinigtes Königreich (BPI) | Gold                                                                   | 100.000  |
| Insgesamt                    | 1× Gold ·                                                              | 100.000  |

## Sonstiges
Die Songs Come to Life und Ties That Bind wurden für die Konsolen-Spielreihe Guitar Hero verwendet. Come to Life ist in dem Ableger Van Halen enthalten. Ties That Bind fand für Warriors of Rock Verwendung.